# Protaktinij
Protaktinij je kemijski element atomskog (rednog) broja 91 i atomske mase 231,03588(2). U periodnom sustavu elemenata predstavlja ga simbol Pa.

## Spojevi
- Fluoridi
  - PaF4
  - PaF5
- Kloridi
  - PaCl4
  - PaCl5
- Bromidi
  - PaBr4
  - PaBr5
- Oksidi
  - PaO
  - PaO2
  - Pa2O5